# Ciril Zazula
Ciril Zazula, slovenski arhitekt, * 8. julij 1924, Prevalje, † 10. oktober 1995, Slivniško Pohorje.

## Življenje in delo
Zazula je 1956 diplomiral na lujbljanski FGG in bil v letih 1957−1987 zaposlen v mariborskem projektivnem biroju, kjer je načrtoval javne zgradbe, predvsem šole. Zasebno pa se je od začetka šestdesetih let 20. stoletja posvečal cerkveni arhitekturi, zlasti preureditvi notranjosti cerkva ter cerkveni opremi. Sodeloval je pri prenovi več kot 40 cerkva, avtorsko delo pa je tudi 1971 postavljena nova župnijska cerkev Tezno v Mariboru.